# Нолиновые
Ноли́новые (лат. Nolinoídeae) — подсемейство однодольных цветковых растений, в системе APG III 2009 года включённое в семейство Спаржевые (Asparagaceae). В более ранних системах классификации обычно выделялось в отдельное семейство и называлось И́глицевые (лат. Ruscáceae).

## Номенклатурные и фактические синонимы
В ранге подсемейства:
- Aspidistroideae Lindl.
- Convallarioideae Herb.
- Dracaenoideae Link
- Ophiopogonoideae Endl. ex Lindl.

В других рангах:
- Aspidistraceae Hassk.
- Convallariaceae Horan.
- Dracaenaceae Salisb., nom. cons.
- Eriospermaceae Lem.
- Nolinaceae Nakai
- Ophiopogonaceae Meisn.
- Platymetraceae Salisb., nom. illeg.
- Polygonataceae Salisb.
- Sansevieriaceae Nakai

## Роды
- Aspidistra — Аспидистра
- Beaucarnea — Бокарнея
- Calibanus
- Campylandra — Кампиландра
- Comosperma
- Convallaria — Ландыш
- Danae — Даная
- Dasylirion — Дазилирион
- Disporopsis
- Dracaena — Драцена
- Eriospermum
- Gonioscypha
- Heteropolygonatum
- Liriope — Лириопе
- Maianthemum — Майник
- Nolina — Нолина
- Ophiopogon — Змеебородник, или Офиопогон
- Peliosanthes — Пелиосантес
- Pleomele
- Polygonatum — Купена
- Reineckea — Рейнекея
- Rohdea — Родея
- Ruscus — Иглица
- Sansevieria — Сансевиерия
- Semele — Семела
- Speirantha
- Theropogon — Теропогон
- Tricalistra
- Tupistra